# Rajko Meh
Rajko Meh, slovenski častnik in veteran vojne za Slovenijo, * ?.
Meh, častnik vojaške policije JLA, je že leta 1990 pričel sodelovati z MSNZ in je med samo osamosvojitveno vojno tudi fizično prestopil na stran osamosvojitvenih sil. 
Upokojitev je dočakal kot vodja Sektorja uniformirane policije Slovenj Gradec 31. avgusta 2006.

## Odlikovanja in nagrade
Leta 2001 je prejel častni znak svobode Republike Slovenije z naslednjo utemeljitvijo: »ob deseti obletnici osamosvojitve za zasluge pri obrambi svobode in uveljavljanju suverenosti Republike Slovenije«.